# Frederick Humphreys (przeciągacz liny)
Frederick Harkness Humphreys (ur. 28 stycznia 1878 w Londynie, zm. 10 sierpnia 1954 tamże) – brytyjski przeciągacz liny i zapaśnik, trzykrotny medalista igrzysk olimpijskich.

## Kariera sportowa
W 1908 Humphreys po raz pierwszy wystąpił na igrzyskach olimpijskich. W zawodach odbywających się w jego rodzinnym Londynie reprezentował Wielką Brytanię w zapasach i przeciąganiu liny. W pierwszej z dyscyplin, w kategorii wagi ciężkiej w stylu klasycznym odpadł w pierwszym etapie rywalizacji (ćwierćfinale) po porażce z Rosjaninem Aleksandrem Pietrowem, a w konkurencji wagi ciężkiej w stylu wolnym odpadł w ćwierćfinale (w 1/8 finału miał wolny los) po przegranej z reprezentantem Norwegii Jacobem Gundersenem. W drugiej z dyscyplin był członkiem zespołu London City Police. W półfinale policjanci z City of London pokonali inny brytyjski zespół, K Division Metropolitan Police, a w finale zwyciężyli z drużyną Liverpool Police.
Podczas igrzysk olimpijskich 1912 w Sztokholmie ponownie uczestniczył w zmaganiach w przeciąganiu liny. W jedynym wówczas rozegranym pojedynku reprezentanci Wielkiej Brytanii zostali pokonani przez zawodników ze Szwecji, przez co został przyznany im srebrny medal. W czasie igrzysk 1920 w Antwerpii Humphreys wraz z drużyną brytyjską w turnieju przeciągania liny pokonał kolejno reprezentacje Stanów Zjednoczonych, Belgii, a w finałowym pojedynku zespół Holandii.
Frederick Humphreys jest jednym z najbardziej utytułowanych przeciągaczy liny w historii igrzysk olimpijskich. Taki sam dorobek medalowy mają jego rodacy; Edwin Mills i James Shepherd. Podczas igrzysk w Antwerpii miał 42 lata 203 dni, co czyni go najstarszym przeciągaczem liny, który zdobył złoty medal olimpijski.

## Życie prywatne
Humphreys służył w Royal Navy przez osiem lat i brał udział w wojnie burskiej. W 1900 wstąpił do City of London Police i pracował w posterunku w Bishopsgate w City of London. W latach 1915−1919 był mechanikiem w Royal Naval Air Service. Następnie ponownie pracował jako policjant, aż do przejścia na emeryturę w 1925.